# Milan Petek
Milan Petek, slovenski politik, poslanec in poslovnež, * 10. junij 1950, Maribor.

## Delo
Milan Petek, član stranke Liberalne demokracije Slovenije, je bil leta 2004 izvoljen v Državni zbor Republike Slovenije; v tem mandatu je bil član naslednjih delovnih teles:
- Odbor za lokalno samoupravo in regionalni razvoj,
- Odbor za gospodarstvo in
- Odbor za promet.